# Wai Wai Pōkā
Wai Wai Poker (ワイワイポーカー Wai Wai Pōkā?) es un videojuego arcade de póquer de tipo medal game desarrollado y publicado por Konami en el año 1997 solo en la región de Japón, siendo parte de Konami Crossover.
El videojuego presenta a los personajes parodia de Konami, como el pingüino Pentarō de Antarctic Adventure (tras de Tsurikko Penta), TwinBee de los videojuegos de la saga TwinBee, Kid Dracula del videojuego Akumajō Special: Boku Dracula-kun, los ninjas Goemon y Ebisumaru de los videojuegos de la saga Ganbare Goemon y el pulpo Takosuke de los videojuegos de la saga Parodius.

## Curiosidades
- El Pulpo de Parodius, es que tiene gorro de fiesta, que aparece la carta como Comodin.